# Miorița, Constanța
Miorița este un sat în comuna Ciobanu din județul Constanța, Dobrogea, România. Se află în partea de vest a județului, în Podișul Hârșovei. La recensământul din 2002 avea o populație de 364 locuitori. În trecut se numea Cadi-Câșla (transcrierea românească a numelui turcesc Kadi Kıșla), apoi Bălăceanu, actuala denumire primind-o prin Decretul Consiliului de Stat nr. 799/1964 privind schimbarea denumirii unor localități.